# Dinastia Arsacidă

Imperiul Part (Arsacid), (247 î.Hr. - 224 d.Hr.).

Imperiul part (247 î.Hr. - 224 d.Hr.), de asemenea, cunoscut ca Imperiul Arsacid (persană: اشکانیان) după fondatorul omonim, a fost o putere majoră iraniană politică și culturală în Orientul Apropiat Antic. A fost fondat la mijlocul secolului al III-lea î.Hr. de către Arsaces I al Parției, liderul tribului Parni, când a cucerit regiunea Parția (aproximativ vestul Khurasanului din nord-estul Iranului de astăzi), apoi o satrapie (provincie ) în rebeliunea împotriva Imperiului Seleucid grec. Mitriade I (cca. 171- 138 î.Hr.) a extins foarte mult imperiul part prin ocuparea Mediei și Mesopotamiei pe care le-a luat de la seleucizi. La apogeu, Imperiul part se întindea în nord până la râul Eufrat, limita vestică era ceea ce este acum estul Turciei, iar estul imperiului era estul Iranului de astăzi. Imperiul, situat pe ruta comercială Drumul Mătăsii dintre Imperiul Roman din bazinul mediteranean și dinastia Han în China, a devenit rapid un centru de schimburi și comerț.

## Istorie

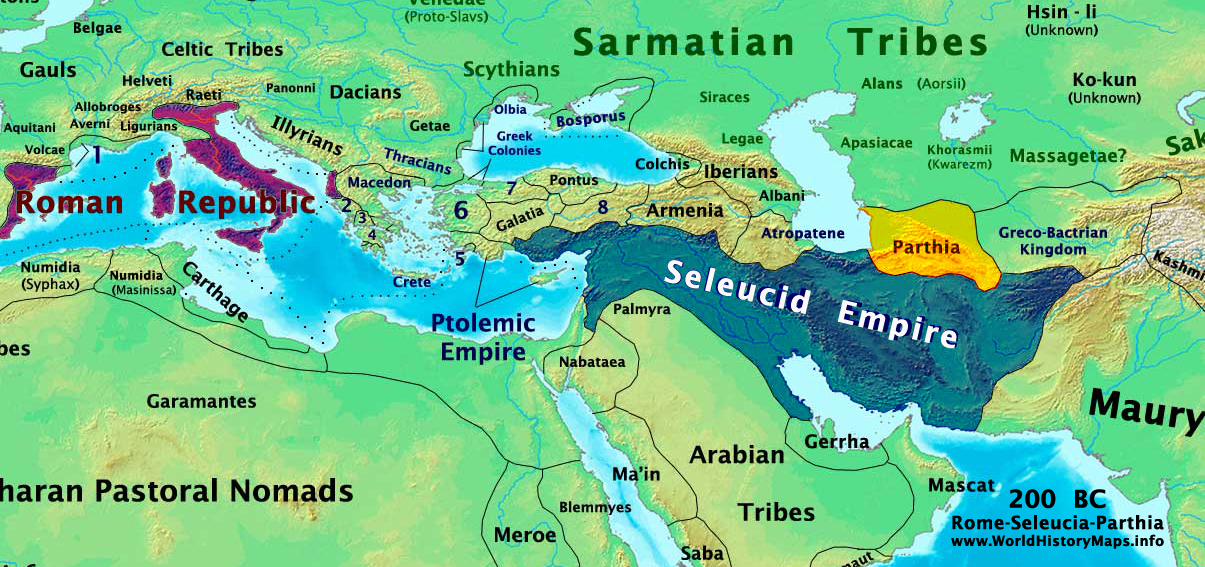
Imperiul Part între Republica Romană și imperiul seleucizilor, anul 200.

Înainte ca Arsaces I de Parția să fondeze dinastia Arsacidă, el a fost conducătorul tribului Parni, un trib antic central-asiatic de popoare iraniene și unul dintre triburile nomade membre în cadrul Confederației Dahae. Parni cel mai probabil, au vorbit o limbă est-iraniană, spre deosebire de limba vorbită în acel moment în Parția de iranienii din nord-vest. Acesta din urmă a fost o provincie de nord-est, în primul rând în cadrul imperiului Ahemenid, apoi în imperiile Seleucizilor. Dupa ce au cucerit regiunea, Parnii au adoptat limba parților ca limbă oficială , vorbită alături de persană, aramaică, greacă, babiloniană, limba sogdiană și alte limbi din teritoriile pe care le-au cucerit.

## Guvernare și administrație
Comparativ cu Imperiul Ahemenid, guvernul part a fost în mare măsură descentralizat. O sursă indigenă istorică arată că teritoriile controlate direct de guvernul central s-au organizat într-un mod similar cu Imperiul Seleucid. Amândouă au avut o divizare de gradul trei pentru ierarhiile lor provinciale: parții aveau marzbān, xšatrap și dizpat, similar cu satrapia seleucizilor, eparhia și hiparchia. Imperiul part cuprindea, de asemenea, mai multe regate subordonate semi-autonome, inclusiv statele din Iviria, Armenia, Atropatena, Corduena, Adiabena, Edessa, Hatra, Caracena, Elymais și Persis (provincia Fars de azi).